# Rotenberg (Nordpfälzer Bergland)
Der Rotenberg ist eine 281,5 m ü. NHN hohe Erhebung des Nordpfälzer Berglandes nahe Erfenbach, einem Stadtteil von Kaiserslautern in Rheinland-Pfalz.

## Name
Der Name geht nicht auf das Wort rot zurück, sondern darauf, dass die Umgebung der Erhebung früher gerodet wurde (Rodenberg). Grund für die Rodung war der dort vorwiegend aus pleistozänen, fruchtbaren Lösslehmen bestehende Boden.

## Geographie

### Lage
Der Rotenberg liegt nordwestlich von Erfenbach, südwestlich von Stockborn und nordnordöstlich von Siegelbach. In Richtung Nordosten fällt seine Landschaft in das Tal der Lauter ab. Er ist von Erfenbach aus über einen Rundwanderweg erreichbar.

### Naturräumliche Zuordnung
Der Rotenberg gehört in der naturräumlichen Haupteinheitengruppe Saar-Nahe-Bergland (Nr. 19), in der Haupteinheit Nordpfälzer Bergland (193) und in der Untereinheit Glan-Alsenz-Höhen (193.1) zum Naturraum Untere Lauterhöhen (193.17).